# Wellesz Gyula
Wellesz Gyula (Budapest, 1873. január 2. – Budapest, 1915. március 29.) zsidó származású magyar hittudós, rabbi, irodalomtörténész.

## Élete
Wellesz Ignác sütőmester és Abeles Anna gyermekeként született. Anyai nagyapja vörösvári rabbi volt. 1898-ban a csurgói, 1900-ban a nagybittsei hitközség választotta meg rabbijává, 1910-ban pedig óbudai főrabbi lett. A középkori francia-zsidó történet jeles művelője volt. Cikkei és tanulmányai a Magyar-Zsidó Szemlében, a Hacofében, az Archaeologiai Értesítőben és más magyar és külföldi folyóiratokban jelentek meg. Munkatársa volt A zsidók egyetemes története című műnek.
Alig 43 éves korában hunyt el 1915-ben Budapesten. Leánya: Wellesz Edith.

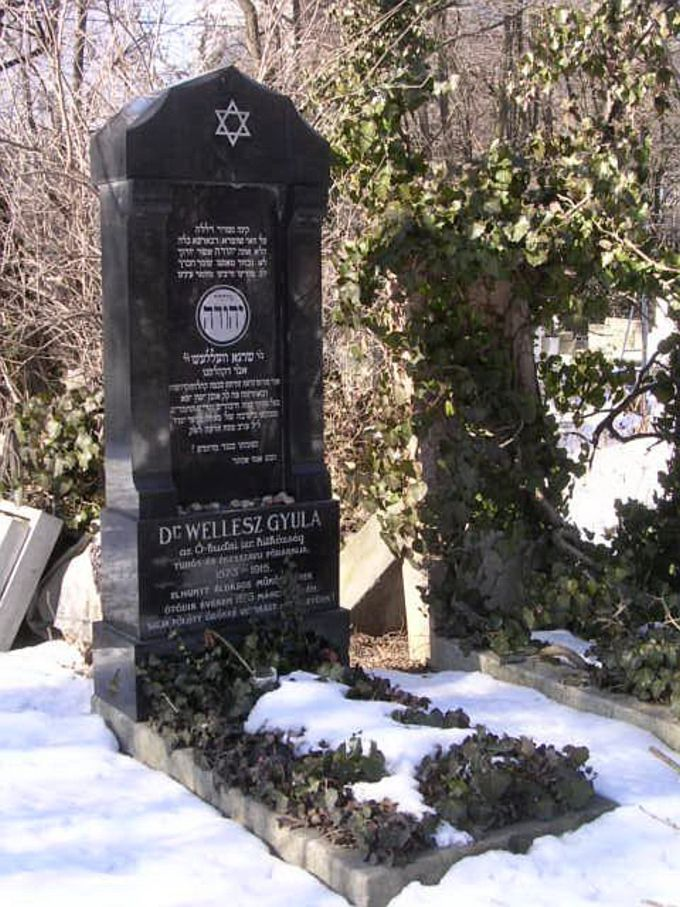
Sírja az Óbudai zsidó temetőben 2005-ben

## Művei
- Abraham de Balmes mint nyelvész. Adalék a héber nyelvtudomány történetéhez. Bölcsészettudori értekezés. (8-r. 73 és 1 l.) Budapest, 1896. Neumayer Ede könyvny.
- Isaak b. Mose Or Sarua (Pressburg, 1904)
- Rasi élete és működése. Az Izraelita Magyar Irodalmi Társulat megbízásából. Irta –. (8-r. 191 l.) Budapest, 1906. Lampel R. r.-t.
- Hayyim b. Isaac Ot Zaroua (REJ. LIII., 1907);
- Meir b. Baruch de Rothenbourg (REJ, LVIII., 1909. LXI., 1911);
- Az én szolgálatom. Beköszöntő. Tartotta az óbudai izraelita hitközség zsinagógájában 1910. évi szeptember 4-én. Budapest, 1911. 13 l.
- Die Decisianen R. Isaks aus Corbeil (Frankfurt am Main, 1912).
- Alkalmi ima és szónoklat. Budapest, 1914. Bichler J. 10 l.
- Avatási istentisztelet. Székfoglaló beszéd. (8-r. 10 l.) Nagykanizsa, (é. n.) Weisz L. és F.